# دیو سیلک

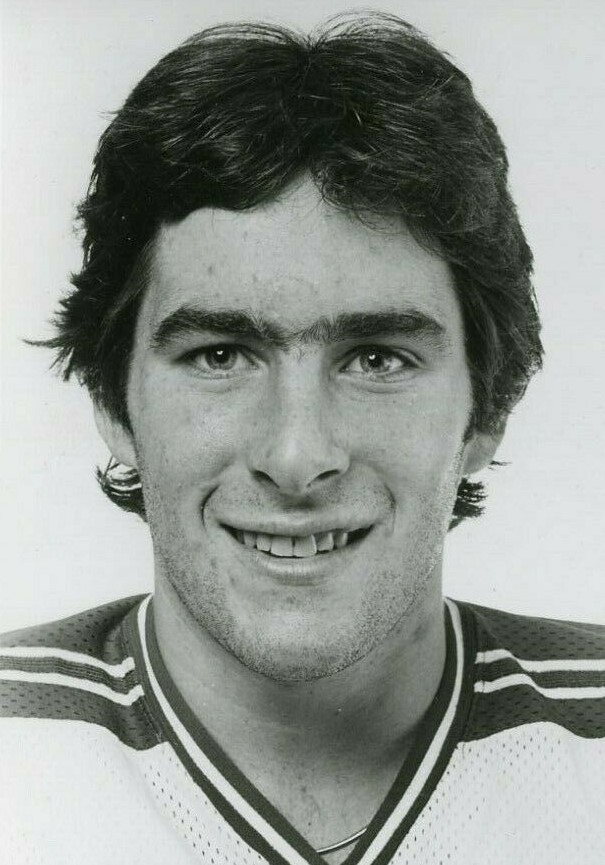
دیو سیلک - ۱۹۸۲

دیو سیلک (انگلیسی: Dave Silk؛ زادهٔ ۱ ژانویهٔ ۱۹۵۸) بازیکن هاکی روی یخ اهل ایالات متحده آمریکا بود.
از باشگاه‌هایی که در آن بازی کرده‌است می‌توان به نیویورک رنجرز اشاره کرد.